# Баворов (Чехия)

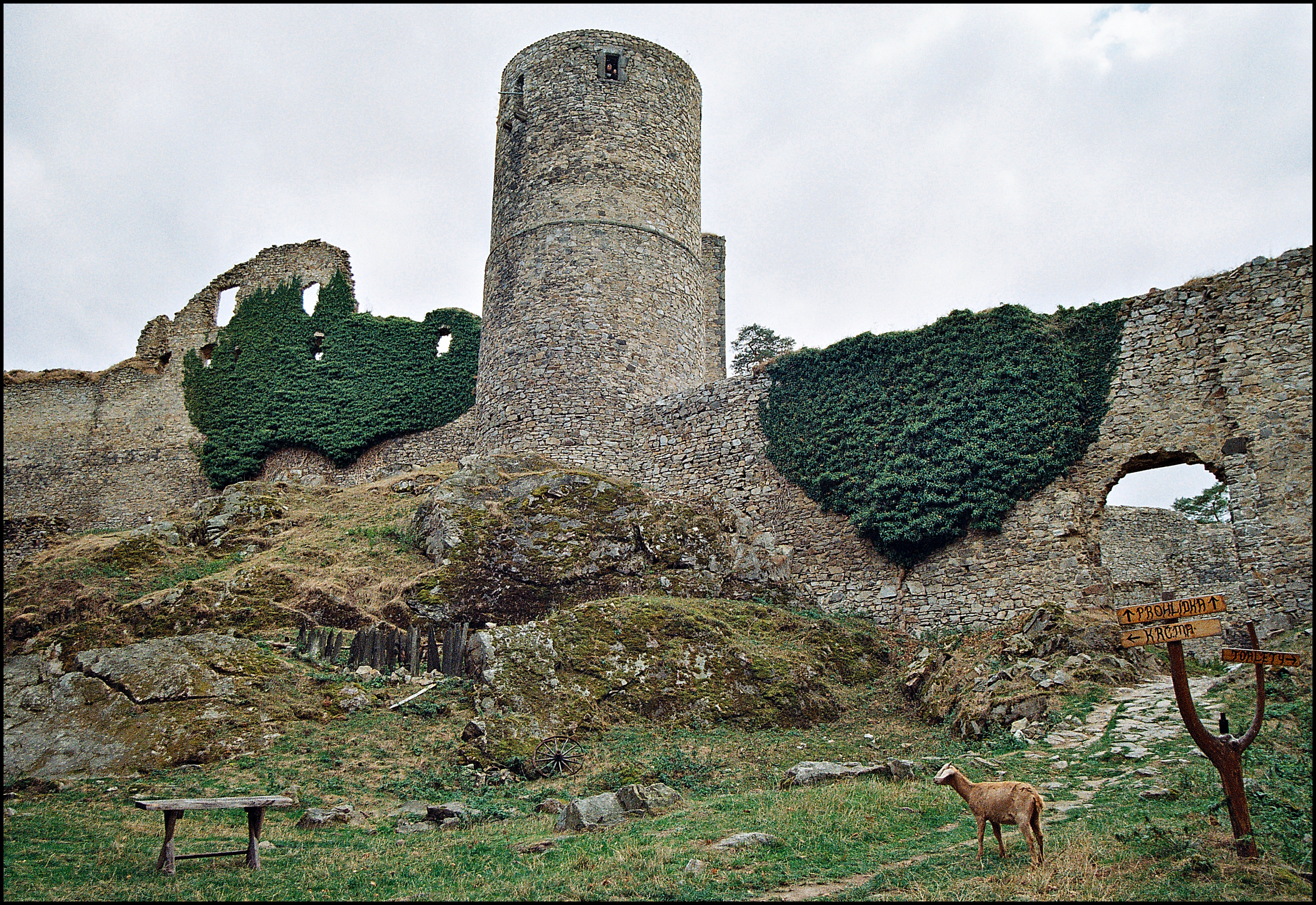
Развалины замка Гельфенбурк

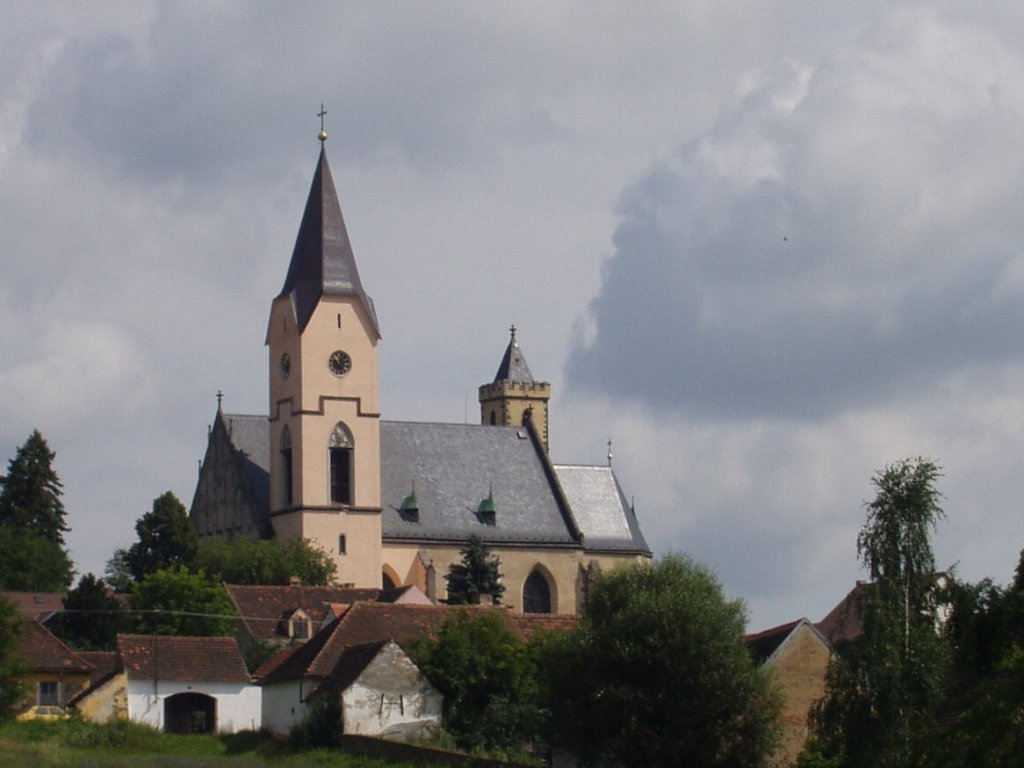
Костёл Вознесения Девы Марии в Баворове

Баворов (чеш. Bavorov, нем. Barau) — город, расположенный в северо-западной части Южночешского края в районе Страконице на берегу реки Бланице. Население ≈1600 человек на 2022 год. 

## История

### XIII—XIV века
Селение Баворов, вероятно, возникло задолго до основания около 1290 года Баворовского замка звиковским бургграфом Бавором III из Стракониц, который жил здесь до своей смерти в 1318 году. Первое упоминание о поселении относится к 1228 году. Род Баворов из Стракониц владел Баворовским панством до 1351 года, после чего его приобрели паны из Рожмберка, сыновья Петра I из Рожмберка. В 1355 году Рожмберки с дозволения короля Карела I воздвигли на западе от Баворовского замка на холме Малошин новый замок Гельфенбурк, куда и переместился административный центр панства, после чего старый замок быстро пришёл в запустение. Баворовское панство стало частью панства Гельфенбуркского.
При Рожмберках Баворов получили привилегии, сходные с привилегиями королевских городов. В 1359 году Рожмберки построили в Баворове больницу на семь мест и школу для семи учащихся. В 1381 году Рожмберки даровали Баворову право иметь свою сургучную печать, а жителям города были гарантированы широчайшие гражданские права и свободы, подобно горожанам Писека. В обмен на это Баворов должен был выплачивать Рожмберкам такую же дань, как и Писек. Кроме того, Рожмберки даровали Баворову свой герб — червлёную пятилистную розу на серебряном геральдическом щите — который является гербом города по сей день. В 1360—1384 годах в городе был воздвигнут новый приходской костёл, при котором была устроена библиотека.
После смерти Ольдржиха I из Рожмберка в 1390 году его сын и единственный наследник Йиндржих III потерял интерес к Гельфенбуркскому панству и Баворову, избрав своей резиденцией другое место. Городские привилегии Йиндржих подтвердил, но новых предоставлять не стал. 

### XV—XVIII века
Во время гуситских войн грамоты с городскими привилегиями для сохранности от врагов и огня были замурованы в стену. Однако их полностью уничтожила сырость. В 1474 году представители городского самоуправления обратились к владаржу Йиндржиху V из Рожмберка с просьбой вновь письменно оформить и подписать привилегии города, что и было сделано. Городскому суду при этом было даровано дополнительное право выносить смертные приговоры.
В 1475—1503 годах Гельфенбуркское панство имело других собственников (Ян из Швамберка, паны из Ченова), которые также подтверждали права города Баворова, однако затем панство вернулось во владение Рожмберков. В 1552 году владарж Вилем из Рожмберка добился от короля права для Баворова проводить две ежегодные большие ярмарки (в дни Святых Лаврентия и Мартина) и еженедельные хлебные ярмарки. Кроме того, город получил право ставить свою печать на красном сургуче. В том же году Вилем из Рожмберка учредил в Баворове цех сапожников.
В 1593 году владарж Петр Вок из Рожмберка продал Гельфенбуркское панство за 20 000 коп пражских грошей Прахатицкой общине, который в 1607 году подтвердил и расширил городские привилегии Баворова. Город получил право варить в панской пивоварне ячменное и пшеничное пиво. После битвы на Белой горе в 1620 году все прахатицкие владения, включая Гельфенбуркское панство, были конфискованы и вошёл в состав королевского домена. Все городские привилегии были отменены. В следующем году Гельфенбуркское панство было пожаловано князю Эггенбергу. Для Баворова наступили трудные времена: война, пожары, эпидемии, принудительные работы.
Город вернул себе свои привилегии только в 1675 году. Эггенберги дополнительно предоставили Баворову право проводить ежегодные ярмарки в день Святого Георгия и в день Жертвоприношения Девы Марии. В 1717 году все владения Эггенбергов перешли по наследству княжескому роду Шварценбергов. 7 августа 1747 года королева Мария Терезия подписала документ, подтверждающий привилегии города Баворова. Это же было сделано королями Иосифом II (1782) и Францем I (1793).

### XIX—XXI века
После революционных событий 1848—1849 годов городские привилегии Баворова были отменены, а сам город перешёл в подчинение городу Водняни, что существенно уменьшило его значение. В дополнение ко всему в городе случился большой пожар, уничтоживший 14 домов, среди которых была школа и княжеский двор. В 1850 году Баворов был включён в состав Писекского края, а в 1853 году получил официальный статус города. 9 сентября 1867 года новый пожар уничтожил в Баворове 31 дом и повредил костёл.
После Второй мировой войны в 1945 году город был освобождён армией США. В послевоенный период в Баворове был организован единый сельскохозяйственный кооператив (чеш. Jednotné zemědělské družstvo, (JZD)), пробурены скважины питьевой воды и организована её доставка. 
В 1965—1972 годах был построен городской бассейн. В 70—80-х годах в Баворове велось интенсивное жилищное строительство, были сооружены сушилка картофеля и пожарная часть, воздвигнут дом культуры. В 1983 году произошло объединение JZD Баворов с JZD Хельчице, в результате чего был учреждён JZD «Мир» Хельчице.
В 1991 году Баворов был принят в чешский Союз городов и муниципалитетов, а в 2000 году в соответствии с решением Палаты депутатов Парламента Чехии был официально закреплён городской статус Баворова.

## Достопримечательности
- Приходской костёл Вознесения Девы Марии;
- Исторический центр города;
- Памятник природы «Баворовская странь»;
- Развалины замка Гельфенбурк.

## Части города
- Баворов
- Бланице
- Чихтице
- Свинетице
- Тоуров
- Утешов

## Население
| Год  | Численность | Численность |
| ---- | ----------- | ----------- |
| 1869 | 3120        | [ 6 ]       |
| 1880 | 3365        | [ 6 ]       |
| 1890 | 3079        | [ 6 ]       |
| 1900 | 3113        | [ 6 ]       |
| 1910 | 3057        | [ 6 ]       |
| 1921 | 2966        | [ 6 ]       |
| 1930 | 2586        | [ 6 ]       |
| 1950 | 2057        | [ 6 ]       |
| 1961 | 2027        | [ 6 ]       |
| 1970 | 1760        | [ 6 ]       |
| 1980 | 1670        | [ 6 ]       |
| 1991 | 1475        | [ 6 ]       |
| 2001 | 1436        | [ 6 ]       |
| 2011 | 1499        | [ 6 ]       |
| 2014 | 1578        | [ 7 ]       |
| 2016 | 1599        | [ 8 ]       |
| 2017 | 1605        | [ 9 ]       |
| 2018 | 1597        | [ 10 ]      |
| 2019 | 1572        | [ 11 ]      |
| 2020 | 1600        | [ 12 ]      |
| 2021 | 1642        | [ 13 ]      |
| 2022 | 1621        | [ 14 ]      |
| 2023 | 1685        | [ 15 ]      |
| 2024 | 1640        | [ 16 ]      |
| 2025 | 1683        | [ 3 ]       |